# ألان روزاس
ألان روزاس (بالفنلندية: Allan Rosas)‏ هو قاضي فنلندي، ولد في 1948.